# Sulang (Sulang)
Sulang is een bestuurslaag in het regentschap Rembang van de provincie Midden-Java, Indonesië. Sulang telt 4222 inwoners (volkstelling 2010).